# توگف
چارچوب معماری سازمانی اُپن گروپ (انگلیسی: The Open Group Architecture Framework) یا اختصاراً توگف (TOGAF) ابزاری برای کمک به پذیرش، تولید، استفاده و نگهداری طرح‌های معماری سازمانی می‌باشد. توگف بر پایه یک مدل فرایندی تکرار پذیر می‌باشد، که توسط بهترین راهکارهای عملی و مجموعه ای از اجزای معماری با قابلیت استفاده مجدد، پشتیبانی می‌گردد. توگف توسط انجمن معماری Open Group توسعه و نگهداری می‌شود. اولین نسخه توگف، در سال ۱۹۹۵، بر پایه چارچوب معماری فنی وزارت دفاع ایالات متحده آمریکا برای مدیریت اطلاعات (TAFIM) ایجاد شد. با شروع کردن از این پایه بی نقص، انجمن معماری Open Group نسخه‌های موفقی از توگف را در دوره‌های زمانی معین ایجاد کرد و هر یک را بر روی وب سایت جامع Open Group منتشر ساخت. توگف ۹ می‌تواند برای توسعه گستره وسیعی از معماری‌های سازمانی مختلف بکار برود. توگف مکمل دیگر چارچوب‌هایی است که به صورت متمرکز بر خروجی‌های خاص برای بخش‌های ویژه ای (نظیر: مخابرات، صنایع دفاع و خزانه داری و…) که در راس یک کشور هستند، در نظر گرفته شده‌اند. توگف همچنین می‌تواند در ترکیب با اینگونه چارچوب‌های خاص نیز استفاده شود. هسته توگف روشی است - تحت عنوان روش توسعه معماری توگف (ADM – Architecture Development Method) و برای توسعه یک معماری سازمانی که به نیازهای سازمان اشاره کامل می‌کند، به کار می‌رود.

## اهمیت توگف
توگف به واسطه تلاش‌های مشترک بیش از ۳۰۰ شرکت عضو انجمن معماری و برخی از فروشندگان و مشتریان فناوری اطلاعات دنیا ایجاد شده و بهترین راهکارهای عملی در توسعه معماری را ارائه می‌کند. استفاده از توگف به عنوان چارچوب معماری به معماری‌هایی اجازه توسعه می‌دهد که:
- سازگار هستند،
- نیازهای ذینفعان را منعکس می‌کنند،
- بهترین راهکارهای عملی را بکار می‌گیرند
- و توجه را هم به سمت نیازمندی‌های جاری و هم به نیازهای آتی کسب و کار می‌دهند.

توسعه معماری سازمانی از لحاظ فنی یک فرایند پیچیده‌است و به‌طور ویژه طراحی معماری‌های ناهمگن و چند عامله، کار پیچیده‌ای است.
توگف نقش مهمی را در کمک به آشکار سازی و حذف ریسک فرایند توسعه معماری بازی می‌کند. همچنین بستری را برای ارزش آفرینی فراهم می‌کند؛ و کاربران را در ساخت راه حل‌های مبتنی بر سیستم‌های باز در جهت رسیدن به اهداف و نیازهای کسب و کارشان توانمند می‌سازد.

## اجزای توگف
توگف ساختار و محتوی یک توانمندی معماری را درون یک سازمان همانطوری که در شکل نشان داده شده، منعکس می‌کند.

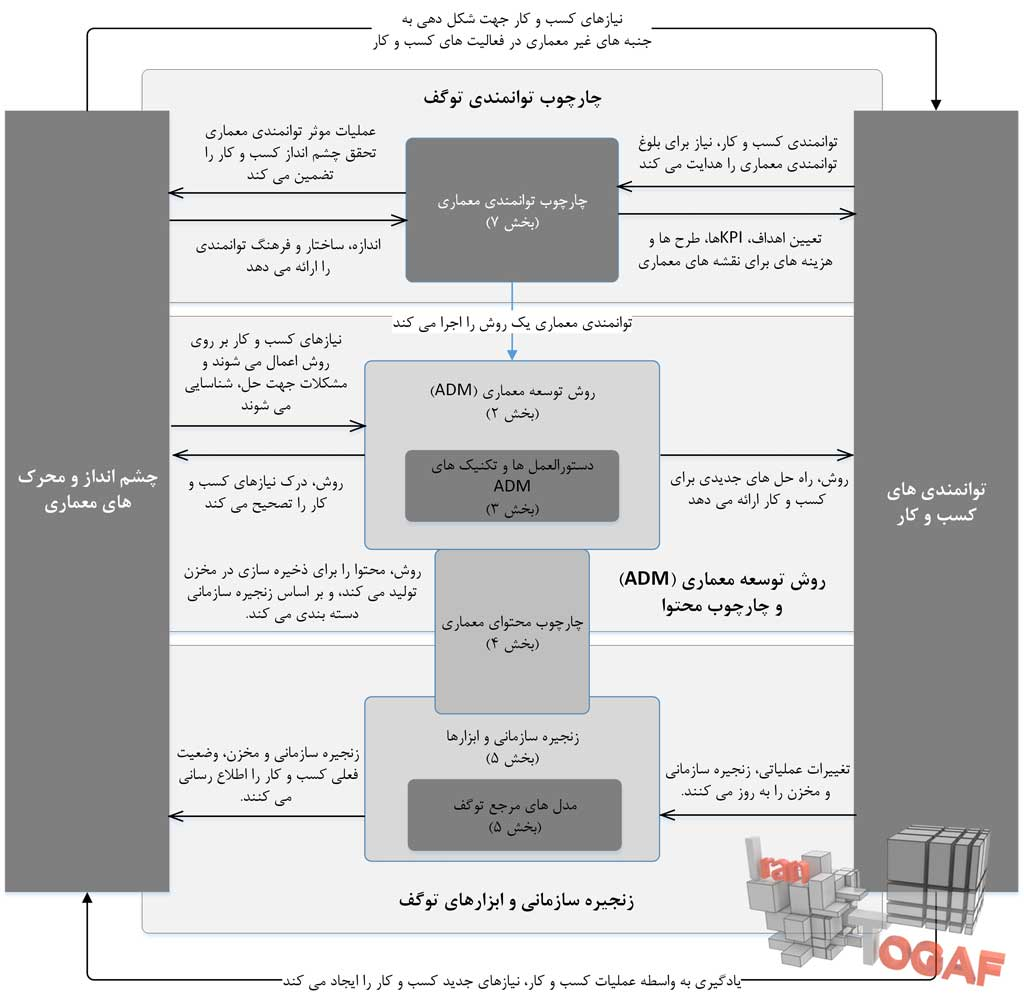
در هسته توگف روش توسعه معماری(Architecture Development Method) قرار دارد. توانمندی معماری(Architecture Capability) روش توسعه معماری را به اجرا درمی‌آورد. ADM بوسیله تعدادی از دستورالعمل‌ها و تکنیک‌ها پشتیبانی می‌شود. این دستورالعمل‌ها، محتوای معماری(Architecture Content) را جهت ذخیره شدن در مخزن(Repository) تولید می‌کنند. محتوای معماری طبق زنجیره سازمانی(Enterprise Continuum) دسته‌بندی می‌شود. مخزن معماری در ابتدا توسط مدل‌های مرجع توگف پر می‌شود.

## روش توسعه معماری
(ADM): ADM فرایندی را برای دستیابی به یک معماری سازمانی ایدئال، مختص سازمانی مشخص که نیازمندی‌های کسب و کار را مورد توجه قرار می‌دهد، تشریح می‌کند. ADM مؤلفه اصلی توگف است و در سطوح زیر راهنمایی، برای معماران فراهم می‌کند:
- تعدادی از مراحل توسعه معماری (شامل: معماری کسب و کار، معماری‌های سیستم‌های اطلاعاتی و معماری فناوری) را در یک چرخه، به عنوان قالب کلی فرایند برای فعالیت توسعه معماری فراهم می‌کند.
- شرح مختصر هر یک از مراحل معماری را فراهم می‌کند. هر مرحله را بر حسب اهداف، رویکردها، ورودی‌ها، گام‌ها و خروجی‌ها تشریح می‌کند. بخش‌های ورودی و خروجی تعریفی از ساختار و خروجی‌های محتوای معماری را فراهم می‌کنند (تشریح تفصیلی مرحله ورودی و مرحله خروجی در چارچوب محتوای معماری ارائه شده‌است).
- خلاصه‌های فرا مرحله ای که مدیریت نیازمندی‌ها را پوشش می‌دهند، فراهم می‌کند.